# Bentos
Bentos (gr. βένθος bénthos – „głębina”) – zespół organizmów zwierzęcych związanych z dnem środowisk wodnych (słonych i słodkich, stojących i płynących), w tym także związanych z rozmaitymi strukturami obecnymi na dnie, a więc roślinami (fauna naroślinna), glonami, kamieniami (fauna nakamienna), szczątkami antropogenicznymi. 
Skład gatunkowy i liczebność bentosu zależą od różnorodnych czynników biotycznych i abiotycznych – m.in. rodzaju zbiornika (słono- lub słodkowodny), głębokości dna, warunków pokarmowych, tlenowych, świetlnych (wpływ na fitobentos), ruchliwości wód, oraz eksploatacji przez drapieżców itp. Pojęcie to wprowadził Ernst Haeckel, obejmując nim organizmy ze wszystkich grup taksonomicznych. Obecnie część bentologów zawęża to pojęcie do zoocenoz dennych określanych też jako zoobentos, ale wyróżniane są również będący obiektem badań hydrobotaniki fitobentos budowany przez protisty roślinopodobne i rośliny oraz bakteriobentos. Niektóre organizmy zasadniczo bentosowe mogą być odrywane od dna i wchodzić w skład tychoplanktonu.

## Rodzaje bentosu
Bentos morski tworzą otwornice, gąbki, jamochłony, wieloszczety, szkarłupnie, mięczaki, skorupiaki, także glony i bakterie.
Bentos słodkowodny – skąposzczety, pijawki, mięczaki, gąbki, larwy owadów, glony, bakterie, a także różne gatunki roślin. Niektóre z organizmów, prowadzące osiadły tryb życia, wykazują liczne przystosowania anatomiczne i fizjologiczne umożliwiające im przytwierdzanie się, drążenie podłoża i zdobywanie pokarmu.
W obrębie bentosu wyróżnia się liczne kategorie w zależności od przyjętych kryteriów podziału (ponadto w podziałach zoologicznych, botanicznych i mikrobiologicznych mogą być wyróżniane różne kategorie):
- inbentos (herpobentos) – zwierzęta i ruchliwe glony penetrujące osady denne
- epibentos (epifauna) – związane z powierzchnią dna lub przedmiotów (kamienie, pale, dno łodzi itp.)
- haptobentos – osiadłe, na stałe przytwierdzone do powierzchni dna, przedmiotów podwodnych lub innych organizmów, np. glony, polipy stułbiopławów i krążkopławów, mszywioły, żachwy
- lazjon – żyjące wśród glonów poroślowych i inkrustacji wapiennych.
- hiperbentos – fauna przydenna
- ryzobentos – obejmujący zakorzenione rośliny i zakotwiczone duże glony

Ze względu na rodzaj podłoża bentos dzielony jest na:
- psammon (psammobentos) – związany z dnem piaszczystym – powierzchnią (epipsammon) lub wnętrzem (endopsammon), a w innych podziałach – zawsze zanurzony w wodzie (hydropsammon) lub zajmujący strefę przybrzeżną, opłukiwaną wodą (eupsammon)
- pelobentos – związany z dnem mulistym – powierzchnią (epipelon) lub wnętrzem (endopelon)
- litobentos – związany z dnem skalistym lub kamienistym – powierzchnią kamieni (epiliton) (epility) lub wnętrzem szczelin
- peryfiton – związany z zanurzonymi częściami roślin (epifiton) (pierwotnie nazwa ta dotyczyła glonów porastających podłoża sztuczne, a obecnie często dotyczy wszystkich organizmów wodnych porastających podłoża inne niż dno)
- epiksylon – związany z powierzchnią zanurzonego drewna (epiksylity), czasem łączony z peryfitonem
- argillon – związany z podłożem gliniastym (argillobentos)

Ze względu na głębokość występowania bentos dzielony jest na:
- litoralny
- sublitoralny
- profundalny

Ze względu na stałość występowania organizmów w strefie bentalnej ich zespoły można podzielić na:
- merobentos – sezonowy składnik bentosu
- holobentos – stały składnik bentosu
- nektonobentos

Ze względu na wielkość organizmów można wyróżnić:
- mikrobentos – (poniżej 1 mm) to najmniejsze stadia larwalne np. mięczaków, szkarłupni i skorupiaków, bakterie, glony i pierwotniaki
- mejobentos – (do kilku mm), nicienie, wirki, wrotki, brzuchorzęski, małżoraczki, niektóre skorupiaki, oraz formy młodociane  skąposzczetów i larw owadów
- makrobentos – (od kilku mm do ponad 20 cm), duże małże, skorupiaki, pijawki, skąposzczety, larwy wielu grup owadów

Ponadto powyższe kategorie mogą się nakładać. W ten sposób wyróżniane są następujące kategorie:
Podział glonów bentosowych F. E. Rounda
- ryzobentos (rizobentos)
  - ryzopsammon (rizpsammon) – rośliny i glony zakotwiczone w dnie piaszczystym
  - ryzopelon (rizpelon) – rośliny i glony zakotwiczone w dnie mulistym
- haptobentos
  - epifiton – glony rosnące na innych glonach lub makrofitach (epifity)
  - epiliton – glony rosnące na powierzchni skał
  - epipsammon – glony rosnące na powierzchni piasku
  - epizoon – glony rosnące na powierzchni zwierząt
- herpobentos
  - epipelon – ruchliwe glony żyjące na powierzchni mułu
  - endopelon – ruchliwe glony żyjące wewnątrz warstwy mułu
  - endopsammon – ruchliwe glony żyjące wewnątrz warstwy piasku
- endobentos – glony żyjące, np. minujące, wewnątrz trwałych podłoży
  - endoliton – glony żyjące wewnątrz skał

## Przystosowania organizmów do środowiska
Przedstawiciele bentosu charakteryzują się różnorodnymi specyficznymi adaptacjami. W odróżnieniu od planktonu, organizmy bentosowe nie mają trudności z utrzymaniem się na powierzchni różnego typu podłoża, co związane jest ze stosunkowo znacznym ciężarem właściwym. Często ich ciało obciążone jest różnymi substancjami mineralnymi, z których zbudowane są szkielety zewnętrzne (np. muszle mięczaków składające się głównie z węglanu wapnia lub domki (np. chruścików) zbudowane z ziaren piasku, gałązek, muszelek. W ciele organizmów bentosowych z reguły nie ma przestrzeni powietrznych, kropel tłuszczu, jakie są dość powszechne u organizmów planktonowych. Częstym zjawiskiem wymagającym specjalnych przystosowań jest niedostatek tlenu nad powierzchnią osadu dennego lub też jego brak w samym osadzie. Organizmy mogą uniknąć tego odtlenionego mikrośrodowiska wysuwając koniec ciała ponad odtlenioną warstwę przydenną. Innym przystosowaniem jest zapadanie w okresie beztlenowym w stan anabiozy z wykorzystaniem glikogenu jako źródła energii. Niektóre organizmy bentosowe gromadzą tlen dzięki hemoglobinie.
Denne zwierzęta bentosowe związane są z dnem w różny sposób zależnie od charakteru podłoża. Miękkie podłoże utrudnia poruszanie się zwierzętom, umożliwia im jednak dość znaczne zagłębianie się w nim. Na dnie twardym organizmy denne poruszają się swobodnie. Niektóre organizmy bentosowe kroczą i biegają po dnie lub po powierzchni roślin i kamieni (skorupiaki, larwy i dorosłe owady), inne pełzają (korzenionóżki), jeszcze inne poruszają się za pomocą rzęsek (monadalne glony, pierwotniaki), ruchów całego ciała (pijawki) lub na zasadzie odrzutu, jak larwy ważek, albo dzięki wydzielaniu śluzu (desmidie). Do przemieszczania się zwierzęta posługują się z reguły odnóżami krocznymi, posuwkami lub ruchami całego ciała.
Organizmy bentosowe wykształciły w swoim rozwoju mechanizmy zabezpieczające przed drapieżnictwem jak np.
tworzenie rurek z ziaren pisaku, szczątków roślin (Trichoptera, Chironomidae) przebywanie na pewnej głębokości pod powierzchnią osadu, błyskawiczne krycie się pod powierzchnią osadu (przez skurcz ciała np. Tubificidae), czy też tworzenie grubych i twardych skorup (mięczaki, skorupiaki). Przedstawiciele fauny naroślinnej i nakamiennej często ubarwieni są w sposób maskujący.
Różnorodność organizmów bentosowych zmienia się w zależności od głębokości. Ze względu na  dużą rozmaitość i korzystne dla życia warunki (dostępność tlenu), największa liczba grup i gatunków bentosu występuje w środowiskach płytkich, zwłaszcza w strefie porośnietej przez rośliny wodne. W strefie przejściowej między wodą i lądem żyje wiele zwierząt, oddychających powietrzem atmosferycznym (ślimaki, owady), a także występują obfite płaty roślinności wodnej. W sublitoralu różnorodność bentosu jest mniejsza niż w litoralu – nie występują zwykle tu glony, makrofity, ślimaki płucodyszne, stadia imaginalne chrząszczy, pluskwiaków itp. W ciemnej strefie profundalu liczba gatunków jest jeszcze mniejsza, jednak w dobrych warunkach tlenowych występują tu wodopójki, jętki, niektóre mięczaki, a także szereg gatunków reliktowych (Mysis, Pantoporeia). Strefę profundalu zasiedlają wyłącznie konsumenci, wykorzystujący materię organiczną nanoszoną z litoralu lub opadającą z epilimnionu. Zróżnicowanie bentosu profundalnego jest często wykorzystywane jako wskaźnik trofii. Wskaźnikiem dla eutrofii są Chaoborus, Chironomus, w oligotrofii – Pantoporeia, Chironomidae, natomiast w mezotrofii – Stictochironomus, Sergentia.
Wraz ze wzrostem głębokości można zaobserwować różnice w rozmieszczeniu glonów, co związane jest ze zmianą warunków świetlnych oraz z typem podłoża. W celu pozyskania światła jako źródła energii, zmieniają się barwy ich plech, jako przystosowanie się do panującego środowiska, a konkretnie docierającej frakcji promieniowania fotosyntetycznie czynnego na danej głębokości.
Niektóre zwierzęta stref przybrzeżnych na zimę opadają w głąb zbiornika, gdzie panują lepsze warunki do przezimowania (larwy owadów, skąposzczety, mięczaki, inne często w nocy wypływają do toni wodnej, przenoszone są z prądem wody na znaczne odległości, by nad ranem osiedlić się na dnie zbiornika. Zdarzają się również migracje o charakterze sezonowym, w czasie stagnacji letniej, gdy panują warunki stresowe tj. deficyt tlenu i znaczne stężenie siarkowodoru. Fauna denna wówczas ubożeje (skąposzczety, larwy Chironomidae).

## Rola w ekosystemie
Bentos odgrywa ważną rolę w ekosystemie. Bardzo duże znaczenie w zależnościach w obrębie jeziora ma bentos litoralny, zwłaszcza fauna naroślinna. W jej skład wchodzi wielu bezkręgowych glonożerców i drapieżców, a wiele występujących tu organizmów, podobnie jak bentos denny stanowi podstawę diety ryb. Bardzo ważna jest rola producentów występujących na dnie zbiorników wodnych, takich jak rośliny, glony i bakterie, które nie przez wszystkich jednak traktowane są jako właściwe zespoły bentosowe. Glony eukariotyczne, sinice oraz makrofity i ramienice, jako producenci, dostarczają substancji organicznych. W znacznym stopniu wpływają więc na stężenie tlenu, dwutlenku węgla, substancji mineralnych, a także innych substancji wydzielanych do środowiska. Wyprodukowana biomasa makrofitów jest przekazywana głównie jesienią i wiosną, do litoralu  oraz poza litoral w czasie silnego falowania. Makrofity odgrywają ważną rolę w tworzeniu ogromnego przestrzennego zróżnicowania środowiska. Makrofity stanowią również podłoże dla peryfitonu rozwijającego się na ich powierzchni. Są miejscem składania ikry ryb i płazów oraz stanowią kryjówkę dla ryb i innych zwierząt litoralnych.
Szczególną rolę w bentosie odgrywają bakterie, jako ogniwo w łańcuchu pokarmowym detrytożerców. Bakteriobentos rozkłada martwe substancje organiczne, na skutek czego powstają związki bogate energetycznie. Zmineralizowany detrytus jest dostępny zarówno dla roślin jak i dla zwierząt.
Część glonów bentonalnych po prostu zalega na dnie, niektóre jednak zdolne są do ruchu, a inne przytwierdzają się do niego na stałe, przeciwstawiając się unoszeniu przez ruchy wody. Część z nich przylega całą poduszkowatą lub skorupiastą plechą do podłoża minimalizując powierzchnię oporu (np. skalinek (Lithothamnion)). Inne poddają się ruchom wody, mając budowę nitkowatą, taśmowatą lub płatowatą i przyczepiają się do dna przy pomocy chwytników (listownicowce, morszczyn, ramienice). Wśród makrofitów bentosowych również niektóre zakotwiczają się okazjonalnie (ceratofilidy), a inne na stałe (ryzofity).

## Bentolodzy w Polsce
Badaniami bentosu, szczególnie zwierzęcego zajmuje się w Polsce kilkudziesięciu specjalistów z kilkunastu ośrodków akademickich; większość z nich związana jest z Sekcją Bentologiczną Polskiego Towarzystwa Hydrobiologicznego. Sekcja organizuje coroczne Ogólnopolskie Warsztaty Bentologiczne i wydaje Biuletyn DNO.